# Juliet, Naked (película)
Juliet, Naked es una película británica-estadounidense de comedia dramática dirigida por Jesse Peretz sobre la novela homónima de Nick Hornby. Se centra en la historia de Annie (Rose Byrne), y su inusual romance con el cantautor Tucker Crowe (Ethan Hawke), quien también es la obsesión musical de su novio (Chris O'Dowd). La película tuvo su premier en el Festival de Cine de Sundance el 19 de enero de 2018.

## Reparto
- Rose Byrne como Annie Platt.
- Ethan Hawke como Tucker Crowe.
- Chris O'Dowd como Duncan Thomson.
- Jimmy O. Yang como Elliot.
- Megan Dodds como Carrie.

## Estreno
Lionsgate y su compañía hermana Roadside Attractions adquirieron los derechos de distribución en Estados Unidos, planeando lanzar el filme el 17 de agosto de 2018, en cines seleccionados, con un estreno nacional planeado para el 31 de agosto de 2018.

## Recepción
Juliet, Naked ha recibido reseñas positivas de parte de la crítica y la audiencia. En el portal de internet Rotten Tomatoes, la película posee una aprobación de 83%, basada en 169 reseñas, con una calificación de 6.9/10, mientras que de parte de la audiencia tiene una aprobación de 74%, basada en más de 1000 votos, con una calificación de 3.7/5.
Metacritic le ha dado a la película una puntuación de 67 de 100, basada en 33 reseñas, indicando "reseñas generalmente positivas". En el sitio web IMDb los usuarios le han dado una calificación de 6.6/10, sobre la base de 23 022 votos. En la página FilmAffinity tiene una calificación de 6.1/10, basada en 2570 votos.